# Интернирование японцев в США

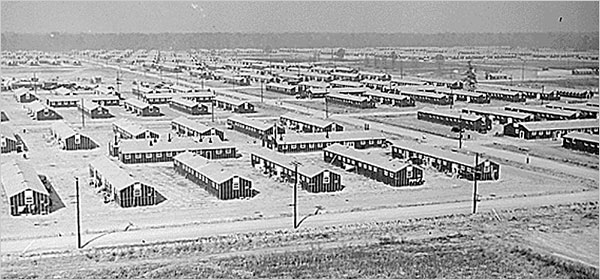
Лагерь для интернированных Jerome War Relocation Center в штате Арканзас

Интерни́рование япо́нцев в США — насильственное перемещение около 120 тысяч японцев (из которых 62 % имели американское гражданство) с западного побережья Соединённых Штатов Америки во время Второй мировой войны в концентрационные лагеря, официально называвшиеся «военными центрами перемещения». Во многих публикациях данные лагеря называют концентрационными.
Президент Франклин Рузвельт санкционировал интернирование, подписав 19 февраля 1942 года Чрезвычайный указ № 9066, который разрешал военным властям определить «зоны выселения» и перемещать из них любых лиц. Исполнитель — министр внутренних дел Гарольд Икес. В результате все граждане японского происхождения были насильственно выселены с тихоокеанского побережья, в том числе из Калифорнии и большей части Орегона и Вашингтона, в лагеря для интернированных. В 1944 году Верховный суд США подтвердил конституционность интернирования, аргументировав это тем, что ограничение гражданских прав расовой группы допустимо, если того «требует общественная необходимость», в то же время было признано неконституционным содержание под стражей «лояльных граждан». В январе 1945 года законы о выселении были отменены.
В 1948 году интернированным японцам была выплачена частичная компенсация за потерю собственности, однако большинство из них так и не смогли полностью возместить убытки. В 1970-х годах под растущим давлением со стороны Лиги японо-американских граждан (JACL) и организаций по возмещению ущерба президент Джимми Картер начал расследование, чтобы определить, было ли решение поместить американцев японского происхождения в концентрационные лагеря оправданным. Он назначил Комиссию для расследования данного вопроса. В 1983 году в отчёте Комиссии было обнаружено мало доказательств нелояльности японцев в то время и сделан вывод о том, что заключение в концентрационные лагеря было результатом расизма. Он рекомендовал правительству выплатить репарации пострадавшим. В 1988 году президент Рональд Рейган подписал Закон о гражданских свободах 1988 года, в котором от имени Правительства США приносились извинения за интернирование, вызванное «расовыми предрассудками, военной истерией и ошибками политического руководства». Закон санкционировал выплату 20 000 долларов США (что эквивалентно 46 000 долларов США в 2021 году) каждому бывшему заключенному, который был еще жив, когда закон был принят. К 1992 году правительство США выплатило более 1,6 миллиарда долларов США (что эквивалентно 3,67 миллиарда долларов США в 2021 году) в качестве компенсации 82 219 американцам японского происхождения, прошедших через концентрационные лагеря.

## Исторический контекст

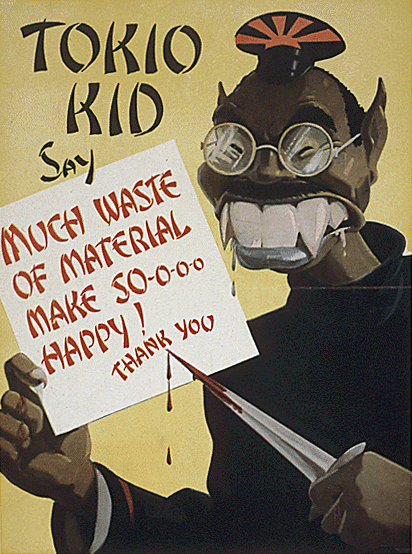
Антияпонские настроения в США достигли пика во время Второй мировой войны. Правительство спонсировало печать пропагандистских плакатов с использованием гипертрофированных стереотипов.

В начале XX века Калифорния пережила целую волну антияпонских предрассудков, вызванных, отчасти, концентрацией там новых иммигрантов. Этим Калифорния отличалась от остальной страны: около 90 % японских иммигрантов в США поселялись в Калифорнии, где конкурентная борьба за работу и землю приводила к антияпонским настроениям. В 1905 году в калифорнийский закон о запрете смешанных браков была внесена поправка, запрещающая браки между белыми и «монголами» (термин, в то время использовавшийся для обозначения народов восточно-азиатского происхождения, в том числе японцев). В октябре 1906 года комитет Сан-Франциско по вопросам образования проголосовал за сегрегацию школ по расовому признаку. 93-м ученикам этого округа было приказано перевестись в специальную школу в Чайнатауне. 25 из этих школьников были американскими гражданами. Эти антияпонские настроения не прекратились и после, о чём свидетельствует «Закон об исключении азиатов» 1924 года, который делал практически невозможным для японцев получение американского гражданства.
В 1939—1941 годах ФБР составило «Список предварительного задержания» (CDI) на американских граждан, иностранцев из вражеских держав и представителей других народов, используя данные переписи населения. 28 июня 1940 года был принят закон «О регистрации иностранцев». Среди других постановлений, статья 31 требовала регистрации и снятия отпечатков пальцев со всех иностранцев старше 14 лет, а статья 35 обязывала их сообщать в течение 5 дней об изменении адреса. В последующие месяцы около 5 миллионов иностранцев по всей стране зарегистрировались в почтовых отделениях.
Ко времени атаки на Пёрл-Харбор около 127 000 японцев проживало на Западном побережье континентальной части Соединённых Штатов. Около 80 000 из них были рождены и имели гражданство США, остальные родились в Японии и не имели права на получение гражданства.

## Реакция на нападение на Пёрл-Харбор

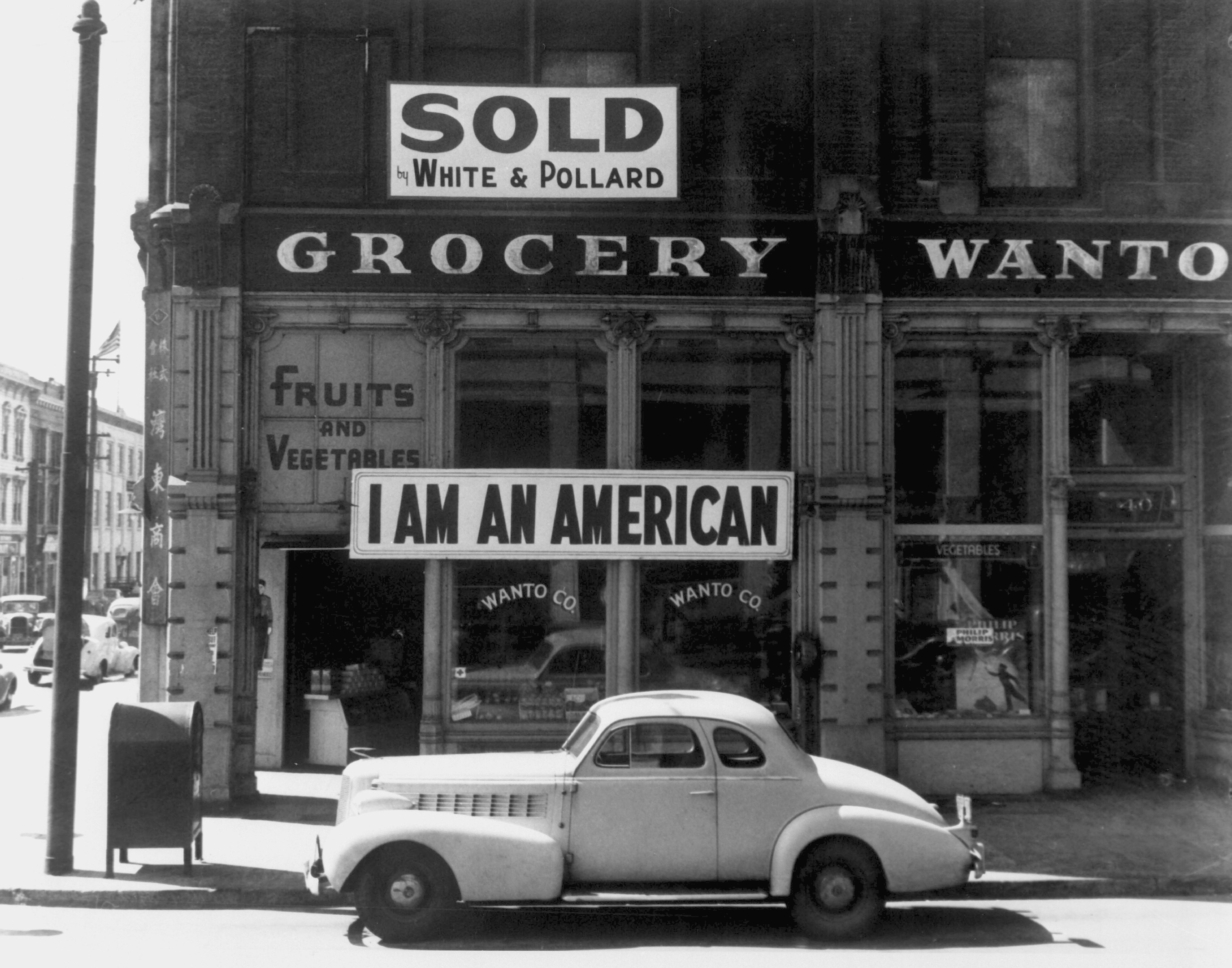
«Я американец». Американец японского происхождения вывесил этот плакат на следующий день после атаки на Пёрл-Харбор

Нападение на Пёрл-Харбор 7 декабря 1941 года заставило многих думать, что японские войска могут начать полномасштабное наступление на западное побережье США. Быстрое завоевание Японией больших территорий в Азии и в Тихом океане сделало японские войска непреодолимой силой в глазах многих американцев.
Согласно отчёту, «генерал-лейтенант Джон ДеУитт, командующий Западным Военным округом, после атаки на Пёрл-Харбор запросил разрешения на проведение операций по поиску и задержанию японских иммигрантов, чтобы не позволить им связываться по радио с японскими кораблями». «Департамент юстиции, однако, отказался выдавать ордера без достаточного обоснования. ФБР заключило, что эта угроза безопасности была всего лишь кажущейся. Федеральная комиссия связи сообщила, что эти страхи армейского командования были совершенно безосновательными». Несмотря на это, зная, что «общественное мнение не поддержит директиву Департамента Юстиции и ФБР, ДеУитт был непреклонен». Ко 2 января, "Объединённый Комитет по Иммиграции Законодательного Собрания Калифорнии разослал в местные газеты манифест, вобравший в себя «исторический список обвинений против японского народа, который, как говорится в манифесте, абсолютно не способен ассимилироваться». «Этот документ утверждал, что все люди японского происхождения верны только Императору, и обвинял японские школы в насаждении идей о японском расовом превосходстве».
Манифест поддержала организация «Настоящие сыны и дочери золотого запада» и калифорнийский отдел Американского Легиона, который потребовал в январе, чтобы все японцы с двойным гражданством были отправлены в концентрационные лагеря. Интернирование не ограничивалось только японцами, но относилось также к небольшому числу немецких и итальянских иммигрантов.
Гражданские и военные власти проявили беспокойство по поводу лояльности этнических японцев, хотя это беспокойство казалось вызванным скорее расовыми предрассудками, чем реальной угрозой. И майор Карл Бендетсен, и генерал Джон Л. ДеУитт, оба ставили под сомнение лояльность американцев японского происхождения. ДеУитт, который занимался управлением программой по интернированию, много раз повторял для газет: «Япошка — это всегда япошка» и выступал перед Конгрессом:

Я не хочу, чтобы кто-нибудь из них (люди японского происхождения) был здесь. Они — опасный элемент. Нет способов, чтобы определить их лояльность… Не имеет никакого значения, являются ли они американскими гражданами — они всё равно японцы. Американское гражданство не говорит о лояльности. Мы всегда должны проявлять беспокойство по поводу японцев, пока они не стёрты с лица Земли.

Те, у кого была всего 1/16 часть японской «крови», могли быть выселены в лагеря для интернированных. Есть улики, доказывающие, что эти действия были расово мотивированы и не исходили из военной необходимости. Например, дети-сироты, у которых была «одна капля японской крови» (как было указано в письме одного чиновника), тоже были включены в программу по интернированию.

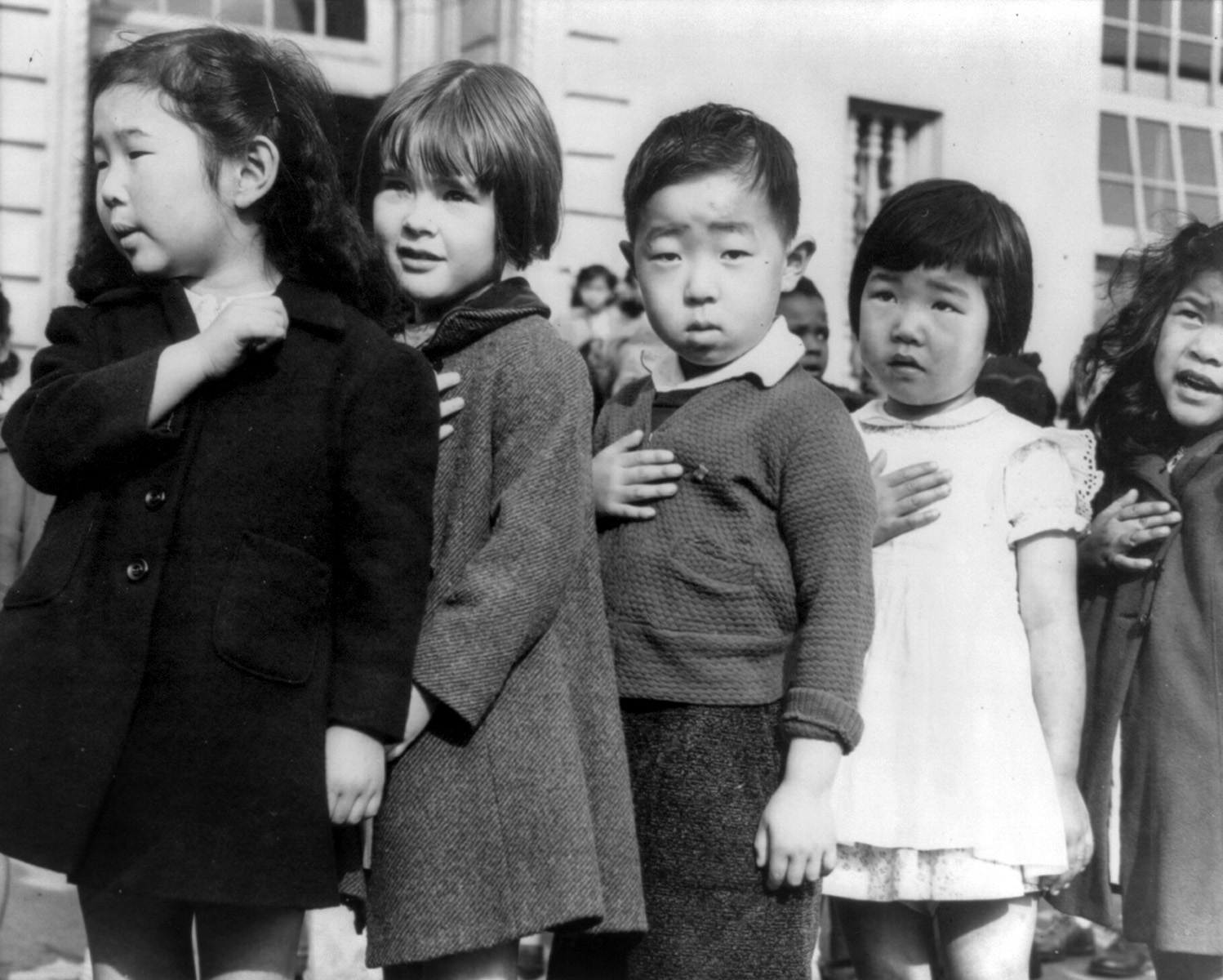
Дети средней школы Вэйл в Сан Франциско произносят клятву верности американскому флагу перед интернированием, апрель 1942 года.

После бомбардировки Пёрл-Харбора и в соответствии с «законом о враждебных иностранцах» были изданы президентские указы 2525, 2526 и 2527, которые объявляли всех немцев, итальянцев и японцев враждебными иностранцами. Информация из «Списка предварительного задержания» использовалась для обнаружения и заключения под стражу людей японской, немецкой и итальянской национальности (хотя Германия или Италия не объявляли войну США ещё до 11 декабря).
Президентский указ 2537, изданный 14 января 1942 года, предписывал всем иностранцам сообщать в ФБР о любом изменении места жительства, места работы или имени. «Враждебным иностранцам» запрещалось посещать зоны с ограниченным доступом. Нарушители подвергались «аресту, заключению и интернированию до конца войны».

## Подготовка
Первоначально рассматривалось несколько вариантов интернирования, в конечном итоге был принят самый «жёсткий» вариант, предложенный Карлом Бендетсеном.
19 февраля 1942 года Рузвельт подписал Чрезвычайный указ № 9066, по которому военные получали право объявлять различные районы страны по своему усмотрению «военной зоной», откуда могли быть выселены любые лица. В общей сложности в «зоны выселения» (exclusion zones) вошло около трети территории страны. 2 марта граждане японского происхождения были уведомлены, что они подвергнутся выселению из «военной зоны № 1» (в 100 милях от побережья).
11 марта было создано Управление по охране собственности иностранных граждан (Office of the Alien Property Custodian), которое получило неограниченные полномочия по своему усмотрению распоряжаться собственностью иностранцев. Многие активы были заморожены, что помешало покинуть «зону выселения».
24 марта в военных зонах для подданных враждебных государств и граждан японского происхождения был введён комендантский час.
27 марта японцам было запрещено покидать «военную зону № 1». 3 мая всем лицам японского происхождения было приказано явиться в «центры сбора», где они должны были оставаться до переезда в «центры перемещения».

## Гражданские сторонники интернирования
Интернирование было популярно среди белых фермеров, которые конфликтовали с фермерами японского происхождения. «Белые американские фермеры признавали, что выселение японцев согласуется с их частными интересами». Эти люди видели в интернировании удобный способ искоренить своих конкурентов японского происхождения. Остин Энсон, ответственный секретарь Ассоциации Производителей-Поставщиков Овощей «Салинас», заявил газете Сэтэдэй Ивнинг Пост в 1942 году:

Нас обвиняют в том, что мы хотим избавиться от япошек из эгоистических соображений. Так и есть. Вопрос состоит в том, будет жить на тихоокеанском побережье белый человек или жёлтый. Если всех япошек завтра уберут, мы по ним не соскучимся и через две недели, так как белые фермеры могут выращивать все то же, что и япошки. И мы не хотим, чтобы их возвращали после войны.

Отчёт Комиссии Робертса, приготовленный по запросу президента Франклина Д. Рузвельта, приводится в качестве примера страха и предрассудков, типа мышления, которое стояло за программой интернирования. Этот отчёт пытался связать американцев японского происхождения со шпионской деятельностью и с атакой на Пёрл-Харбор. Обозреватель Генри МакЛемор отражал растущее общественное напряжение, подпитываемое отчётом Комиссии Робертса:

Я за незамедлительное удаление всех японцев с восточного побережья вглубь страны. И я не имею в виду какую-нибудь хорошую часть страны. Сгоните их, выпроводите и отведите им место на бесплодной земле. Лично я ненавижу японцев. Всех их.

Другая калифорнийская газета тоже стала на эту точку зрения. Лос-Анджелес Таймс вскоре после нападения на Пёрл-Харбор писала:

Гадюка — это всегда гадюка независимо от того, где она вылупилась. Таким образом, американец японского происхождения, рождённый у японских родителей, вырастает японцем, а не американцем.

Политики штата присоединились к движению, сторонником которого был Лиланд Форд из Лос-Анджелеса, требовавший, чтобы «все японцы, граждане или нет, были помещены в концентрационные лагеря». Интернирование американцев японского происхождения, которые были важной составной частью сельского хозяйства на западном побережье, привело к нехватке рабочих рук, которая была ещё обострена призывом многих американцев в вооружённые силы. Этот вакуум ускорил массовую иммиграцию в Соединённые Штаты мексиканских рабочих, которые должны были заполнить эти рабочие места. Это движение стало известно как Программа «Брасеро». В качестве меры по борьбе с нехваткой рабочей силы, многие интернированные японцы были даже временно выпущены из лагерей для того, чтобы, например, убрать урожай свёклы.

## Военная необходимость как оправдание интернирования
Дело Велвали Дикенсон, неяпонки, вовлечённой в японскую разведывательную сеть, внесло свою лепту в ухудшение опасений американцев. Наиболее общеизвестными примерами шпионажа и предательства были шпионская сеть Татибана и «инцидент на Ниихау». Шпионская сеть Татибана была группой японцев, арестованных незадолго до событий в Пёрл-Харборе и сразу депортированных. «Инцидент на Ниихау» произошёл сразу после нападения на Пёрл-Харбор, когда два американца японского происхождения освободили захваченного в плен японского лётчика и помогали ему нападать на гавайцев, проживающих на Ниихау. Несмотря на это происшествие на Гавайях, местный губернатор отверг призывы к массовой депортации японцев.
В книге «Мэджик: неизвестная история участия разведки США в эвакуации японских жителей с западного побережья во время Второй мировой войны», Дэвид Лоуман, бывший специальный помощник директора Агентства по национальной безопасности, высказывает мнение, что разрешить интернирование Рузвельта убедил «ужасный призрак огромных шпионских сетей», существование которых, как он полагал, было доказано перехватами системы Мэджик (англ. «магия»- это кодовое название американской программы по дешифровке). Лоуман также утверждает, что интернирование послужило сохранению секретности программы по дешифровке: предание суду американских граждан японского происхождения вынудило бы правительство публично признать, что японские коды дешифрованы. Если бы американская технология дешифровки была раскрыта на судебных процессах над отдельными шпионами, флот императорской Японии сменил бы свои коды, таким образом подрывая стратегическое преимущество США в войне. Многие из этих противоречивых выводов Лоумана были приняты и защищались в книге Мишель Малкин «В защиту интернирования».
Критики же Лоумана замечают, что после войны, когда роль дешифровщиков в победе стала известна, уже ничто не мешало предать суду японо-американских шпионов или саботажников, которые были вычислены благодаря прочтению сообщений к ним или от них к японским кураторам. То, что таких процессов не последовало, является решающей уликой в пользу того, что обширной шпионской деятельности и не было. Также они отмечают, что во время войны происходили аресты и суды над немецкими шпионами, которые были схвачены благодаря дешифровке их посланий (в том числе защищённых одним из вариантов «Энигмы») и что при этом японо-американские шпионы не могли быть проигнорированы. Другие критики отмечают, что многие американцы немецкого и итальянского происхождения, открыто симпатизирующие фашизму, не подвергались интернированию, в то время как даже японские дети были высланы в лагеря, указывая таким образом на расистскую составляющую интернирования. Это делает несостоятельным заявление Лоумана о том, что причиной интернирования являются только стратегические военные интересы.

## Опровержения обвинений в шпионаже, предательстве и антиамериканской деятельности
Критики интернирования утверждали, что оправдание его военной необходимостью безосновательно и приводили в пример отсутствие последующих приговоров для американцев японского происхождения по обвинениям в шпионаже или саботаже.
Главные «архитекторы» интернирования, включая генерала ДеУитта и майора Карла Бендетсена, называли полное отсутствие актов саботажа «тревожным подтверждением того, что такие акты будут иметь место».
Критики интернирования отмечают также, что у американцев японского происхождения, находящихся в Японии, не было никакого выбора, кроме как быть призванными в японскую армию при том, что вернуться в США было невозможно, а Соединённые Штаты уже официально объявили всех людей японского происхождения «враждебными иностранцами».
Ещё одной причиной для сомнений в необходимости интернирования стал официальный доклад капитана-лейтенанта Кенета Рингла, офицера военно-морской разведки, которому было поручено оценить лояльность американцев японского происхождения. Капитан-лейтенант Ригл дал такую оценку в своём докладе вышестоящему командованию в 1941 году: «Более 90 % второго поколения и 75 % самих иммигрантов полностью лояльны Соединённым Штатам». Доклад же 1941 года, приготовленный по распоряжению президента Рузвельта специальным представителем Государственного Департамента, Кёртисом Мэнсоном, пришёл к заключению, что большинство этнических японцев и 90 %-98 % американцев японского происхождения были лояльны. В нём написано: «На побережье нет „японской проблемы“… Гораздо большая опасность на побережье, чем от японцев, исходит от коммунистов и профсоюзов».
Директор ФБР Дж. Эдгар Гувер тоже выступал против интернирования американцев японского происхождения. Опровергая сообщения генерала ДеУитта о нелояльности американцев японского происхождения, он послал генеральному прокурору Фрэнсису Бидлу служебную записку, в которой писал о нелояльности японо-американцев: «Каждая жалоба по этому вопросу была расследована, но ни в одном из случаев не было получено информации, которая могла бы подтвердить обвинения». Хотя Гувера не посвящали в перехваченные по программе Мэджик сообщения, он иногда получал краткие обзоры.
Генерал ДеУитт и полковник Бендетсен не включили эту информацию в свой «Окончательный доклад: эвакуация японцев с западного побережья в 1942 году», который был написан в апреле 1943, как раз в то время, когда ДеУитт боролся против приказа о том, чтобы солдат, принадлежащих ко второму поколению японских иммигрантов (военнослужащих сапёрной бригады 442-го полка и офицеров военной разведки), считать «лояльными» и разрешить посещать во время увольнений «зоны выселения».

## Мнения окружных судов США

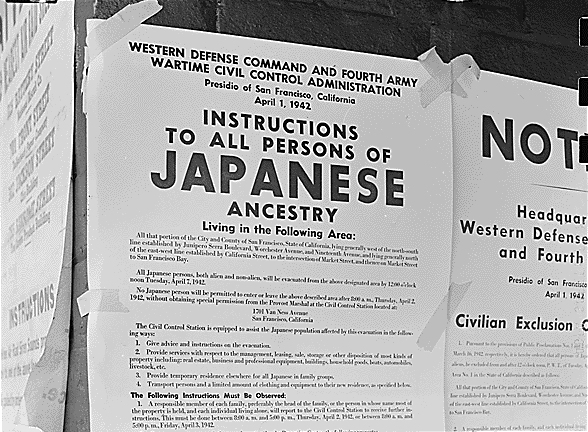
«Инструкции для всех лиц японского происхождения». Официальное уведомление о выселении.

В 1980 году в Национальном Архиве была найдена копия исходного «Окончательного доклада», а также примечания, которые показывают множественные расхождения между двумя его вариантами. Эта изначальная версия, расистская и подстрекательская, как и доклады ФБР и Управления Военно-Морской Разведки, привела к пересмотру дел и отмене приговоров Фреду Коремацу, Гордону Хирабаяси и Минору Ясуи, по всем обвинениям, связанным с их отказом подвергнуться выселению и интернированию.
Суды сочли, что правительство намеренно скрывало эти отчёты и другие важные улики на всех судебных заседаниях вплоть до Верховного Суда. Эти отчёты и улики доказали бы, что не было никакой военной необходимости в интернировании американцев японского происхождения. Цитируя представителей Департамента Юстиции, можно сказать что обоснование интернирования строилось на «сознательном искажении истории и преднамеренной лжи».

## Интернирование
| Название       | Штат       | Открыт        | Числ.  |
| -------------- | ---------- | ------------- | ------ |
| Манзанар       | Калифорния | Март 1942     | 10 046 |
| Tule Lake      | Калифорния | Май 1942      | 18 789 |
| Poston         | Аризона    | Май 1942      | 17 814 |
| Gila River     | Аризона    | Июль 1942     | 13 348 |
| Granada        | Колорадо   | Август 1942   | 7 318  |
| Heart Mountain | Вайоминг   | Август 1942   | 10 767 |
| Minidoka       | Айдахо     | Август 1942   | 9 397  |
| Topaz          | Юта        | Сентябрь 1942 | 8 130  |
| Rohwer         | Арканзас   | Сентябрь 1942 | 8 475  |
| Jerome         | Арканзас   | Октябрь 1942  | 8 497  |

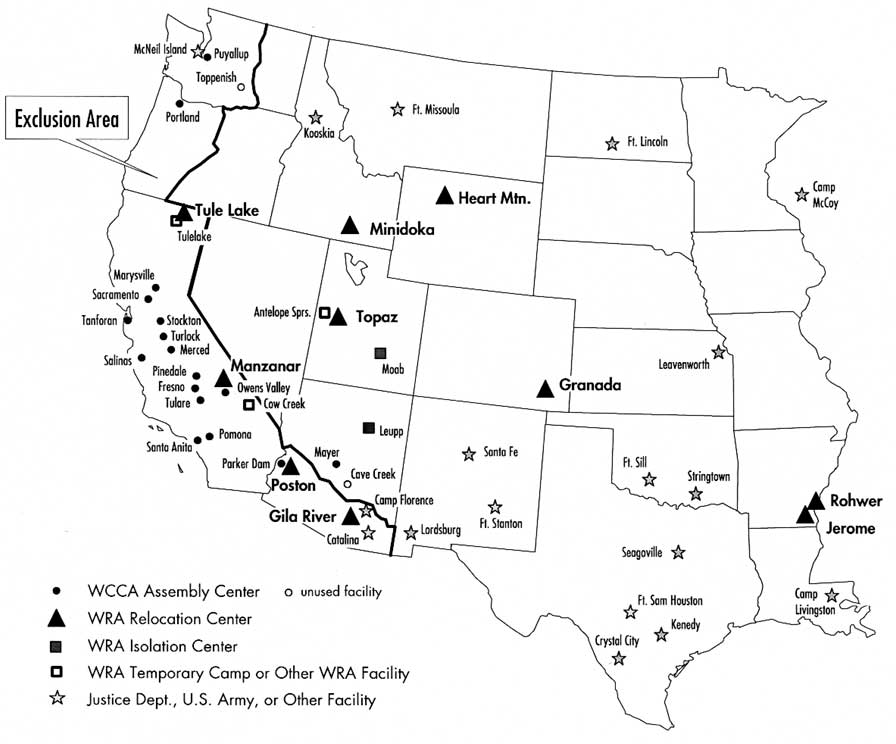
Лагеря для интернированных и другие учреждения «администрации по перемещению из военной необходимости» на западе США.

Существовало несколько типов лагерей для интернируемых японцев. В ведении Западной администрации по гражданскому контролю (англ. Western Civilian Control Administration) были «центры сбора» (англ. Assembly Centers), в ведении Военного управления перемещений (англ. War Relocation Authority) находились «центры перемещения» (англ. Relocation Centers). Данные лагеря были наиболее крупными. «Центры сбора» предназначались для временного содержания людей, откуда их перевозили на постоянное жительство в «центры перемещения» на поезде, грузовиках или автобусах.
Кроме того, японцы размещались в других лагерях. Министерство юстиции управляло лагерями, официально называвшимися лагерями для интернированных (англ. Internment Camps), где содержались под стражей подозреваемые в совершении преступлений или в «симпатиях к врагу». Иногда японцы содержались в лагерях для интернированных немцев и латиноамериканцев. Один из лагерей — лагерь «Тул Лейк» (Tule Lake) представлял собой место содержания лиц, которых считали представлявшими опасность. Он также являлся «центром сегрегации» для нелояльных и предназначенных для депортации в Японию граждан.
Военное управление перемещений, созданное указом Рузвельта 18 марта 1942 года, отвечало за перемещение и содержание интернированных. Его руководителем был назначен Милтон Эйзенхауэр, ранее работавший в министерстве сельского хозяйства. В течение девяти месяцев Военное управление перемещений открыло 10 лагерей в семи штатах, куда было перевезено более 100 тысяч японцев из «центров сбора». Японцы, подавшие соответствующие заявления, не перевозились в «центры перемещения», а отпускались при условии, что они будут жить за пределами «зоны выселения».
Большинство лагерей было расположено на территории резерваций для индейцев. При этом обитатели резерваций не были предварительно поставлены в уведомление и не получили никаких компенсаций. Индейцы рассчитывали, что позднее они могут получить строения в свою собственность, однако в конце войны все здания были снесены или проданы правительством. Интернированные размещались в наскоро построенных бараках без водопровода и кухни. Члены одной семьи обычно проживали вместе. Лагеря были окружены колючей проволокой и охранялись вооружёнными людьми. Известны случаи, когда охранники стреляли в пытавшихся выйти за пределы территории лагеря. Около четверти интернированных выехало из лагерей, чтобы жить и работать в других районах США.
В лагерях действовала сеть информаторов (доносчиков) из числа интернированных японцев, которые занимались слежкой за согражданами в лагерях. Информаторы отбирались американской лагерной администрацией практически исключительно из тех, кто при заполнении анкеты по прибытии в лагерь отвечал утвердительно на вопросы № 27 и 28 (27 — хотели бы они поступить на службу в Вооружённые силы США, 28 — готовы ли они отказываться от подданства японскому императору). Японцы называли разоблачённых доносчиков «ину» (с яп. — «собака»).
Дела, связанные с интернированием, несколько раз рассматривались Верховным судом: «Ясуи против Соединённых Штатов», «Хирабаяси против Соединённых Штатов», ex parte Endo , «Коремацу против Соединённых Штатов». В первых двух случаях суд подтвердил конституционность заключения под стражу, основанного на японском происхождении. В деле Коремацу суд признал конституционность приказов о выселении. В деле ex parte Endo суд признал неконституционным содержание под стражей «лояльных граждан».
2 января 1945 года были отменены военные законы по выселению. Интернированные начали возвращаться в свои дома, хотя лагеря оставались открытыми для тех, кто ещё не готов был их покинуть. Освобождаемые получили по 25 долларов и билет на поезд. Последний лагерь был закрыт в 1946 году.

## Выселение и заключение
От 110 000 до 120 000 лиц японского происхождения были подвергнуты интернированию. Две трети из них были гражданами США. Остальную треть составляли неграждане, которые подпадали под интернирование согласно закону «О враждебных иностранцах»; многие из этих «иностранцев-резидентов» жили в США уже долгие годы, но были лишены права получить гражданство специальными законами, которые запрещали давать американское гражданство азиатам.
Интернированные лица японского происхождения сначала направлялись в один из 17 «Гражданских сборных пунктов», где большинство ожидало перевода в постоянные места заключения, которые ещё только строились недавно созданным «Военным управлением по перемещению». Некоторые прибывшие в сборные пункты не были направлены в лагеря, но были отпущены при условии, что они будут проживать вне запрещённых зон, пока приказ о выселении не будет изменён или отменён. Почти 120000 американцев японского происхождения и иммигрантов из Японии были выселены из своих домов в Калифорнии, западной части Орегона и Вашингтона и из южной Аризоны. Это было самой крупной насильственной депортацией в истории США.

### Условия в лагерях
Согласно докладу Военного управления по перемещению от 1943 года интернированные лица были размещены в «бараках простой конструкции, покрытых толем, без канализации и кухонь». Спартанские условия не нарушали международного законодательства, но оставляли желать лучшего. Многие лагеря были быстро построены гражданскими подрядчиками в 1942 году по образцу военных бараков, что делало эти лагеря малопригодными для скученного семейного проживания.
Например, Центр для перемещённых лиц Харт Маунтен на северо-западе Вайоминга был лагерем, окружённым колючей проволокой, с общим туалетом, койками вместо кроватей и бюджетом в 45 центов на человека в день. Так как большинство интернированных было выселено из своих домов на западном побережье без заблаговременного уведомления и не ставилось в известность об окончательном местоназначении, многие не взяли одежду, подходящую для вайомингских зим, когда температура часто опускалась ниже −20 градусов Цельсия.
Все лагеря располагались на удалённых, пустынных территориях далеко от населённых пунктов и контролировались вооружённой охраной. Интернированным обычно позволялось оставаться со своими семьями, и с ними хорошо обращались, пока они не нарушали правила. Существуют документальные свидетельства того, что охранники стреляли в интернированных, которые пытались выйти за ограждения.
Фраза «сиката га най» (что можно примерно перевести «ничего не поделаешь») широко использовалась как символ смирения японских семей со своей беспомощностью в этой ситуации. Это замечали даже дети, что описано в знаменитых мемуарах Джины Вакацуки Хьюстон «Прощай, Манзанар». Японцы старались подчиняться правительству США, чтобы показать, что они лояльные граждане. Хотя это могло быть всего лишь внешним впечатлением.

### Вопросы лояльности и сегрегация
Некоторые японцы, оказавшись в лагерях, высказывали недовольство американским правительством. Несколько прояпонски настроенных групп образовалось в лагерях, особенно в городке Тьюл Лэйк. Когда был принят закон, позволяющий интернированным лицам отказаться от американского гражданства, 5589 так и сделали, 5461 из них жили в Тьюл Лэйк. Из тех, кто отказался от гражданства, 1327 были репатриированы в Японию. Многие из них после войны были заклеймены за этот выбор сообществом американцев японского происхождения как предатели, хотя на тот момент они не могли знать, что с ними было бы, если бы они оставались американцами, а, значит, оставались заключёнными в лагерях.

## Извинения властей и компенсации
В 1960-х годах под влиянием Движения за гражданские права возникло движение молодого поколения японцев, требовавшее от правительства извинений и выплаты компенсаций за интернирование. Первым успехом движения стало признание президента Джеральда Форда в 1976 году в том, что интернирование было «неправильным».
В 1983 году в Конгрессе была создана Комиссия по перемещению и интернированию гражданских лиц в военное время (Commission on Wartime Relocation and Internment of Civilians). 24 февраля 1983 года комиссия представила доклад, где интернирование было названо «незаконным и вызванным расизмом, а не военной необходимостью». В 1988 году Рональд Рейган подписал указ, в соответствии с которым каждому содержавшемуся под стражей выплачивалась компенсация в размере 20 тысяч долларов на общую сумму в 1,2 млрд долларов. 27 сентября 1992 года на выплату компенсаций было дополнительно выделено 400 млн долларов.

## Отражение в культуре
Один из самых известных примеров отражения интернирования в массовой культуре — это композиция «Kenji» проекта Fort Minor, созданного американским музыкантом японского происхождения Майком Шинодой. Он описывает жизнь японца по-имени Кенджи, который владел магазином в Лос-Анджелесе и был интернирован в лагерь «Манзанар» вместе со своей семьёй. На протяжении песни Майк, с позиции стороннего наблюдателя, описывает утро «за три недели перед 1942 годом», последующее выступление президента Рузвельта, в котором он приказывает интернировать японское население в лагеря (строчка «two thrash bags is all they gave them» отсылает к книге «Прощай, Манзанар»), а также касается быта японцев в лагере. В частности, Майк упоминает, что у Кена в лагере был свой собственный сад, в котором он выращивал фрукты. Этими фруктами он и его жена угощали американских солдат, которые служили в лагере. В конце концов, после бомбардировки Хиросимы и Нагасаки, а также подписания капитуляции Японии, Кен вернулся в Лос-Анджелес, где обнаружил свой дом и магазин разгромленными с надписями «Япошкам больше здесь не место» на стенах и на полу. В конце песни Майк указывает, что он изменил имена, однако история правдива и произошла с его семьёй во времена Второй мировой войны.
В песне звучат записи интервью отца и тёти Шиноды, которые вспоминают собственного отца, деда Майка, который «приехал из Японии в США в 1905 году в возрасте 15 лет» и долго работал, прежде чем смог купить магазин. Они также вспоминают отдельные эпизоды интернирования, например, случай, когда агенты ФБР пришли к их соседу, мистеру Ни, и увели его с собой. Также они упоминают о плохих условиях в лагере. В конце песни в интервью раскрывается, что дядя Майка, муж его тёти, умер как раз перед тем, как лагерь был закрыт.
По словам самого Шиноды, в 1990-е годы в школьных учебниках Лос-Анджелеса теме интернирования японцев уделялся только один параграф, а о подобных темах сами семьи переживших интернирование говорили очень редко, не желая бередить прошлое.